# Tor wyścigowy

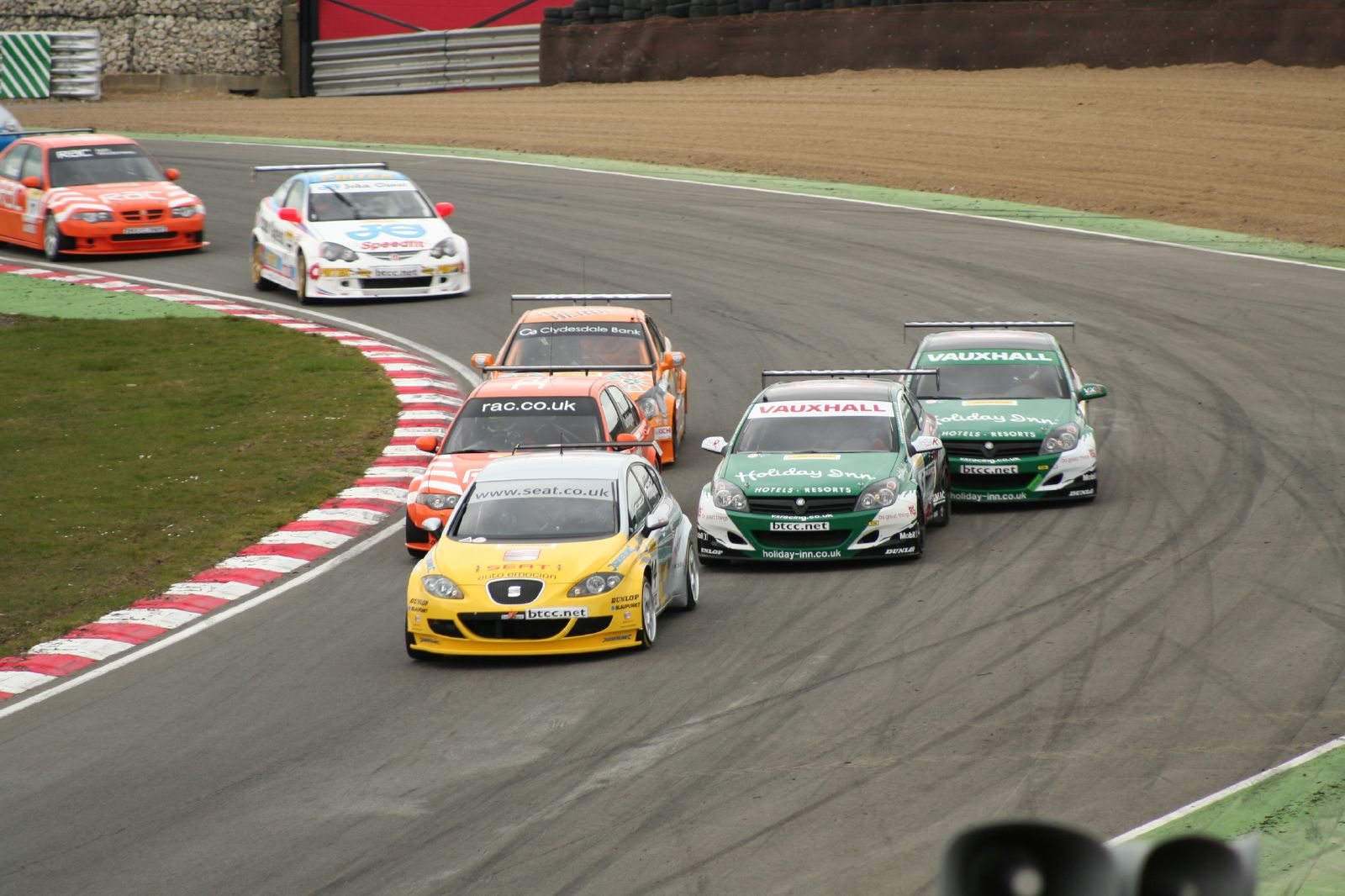
Samochody na torze wyścigowym

Tor wyścigowy (autodrom) – zamknięty obiekt, na którym odbywają się m.in. wyścigi samochodowe czy wyścigi motocyklowe. Tor ma zazwyczaj kilka lub więcej zakrętów, jest asfaltowy lub betonowy, a w jego pobliżu umieszczone są trybuny dla kibiców. Niemal każdy tor ma tzw. prostą startową, na której ustawiają się zawodnicy przed startem. Wzdłuż niej znajdują się aleje serwisowe, oddzielone od prostej startowej ścianą, znajdują się tam garaże, a obok nich odbywają się pit-stopy, czyli postoje, podczas których dokonywane jest, np. tankowanie paliwa czy zmiana opon podczas wyścigu.
Zakręty bywają różnie wyprofilowane i trzeba je  pokonywać różną techniką. Długość większości torów wyścigowych nie przekracza 5 kilometrów. Tor zazwyczaj jest obiektem zamkniętym.
Na niektórych obiektach organizowane są Track Days – czyli dni, podczas których niemal każdy dysponujący własnym autem i prawem jazdy może przejechać się po torze.
W Europie zwykle tory są kręte i ciasne, w Stanach Zjednoczonych zaś dominują obiekty owalne, na których osiągane są bardzo duże prędkości. Toru wyścigowego nie należy mylić z torem rallycrossowym, który oprócz odcinków asfaltowych często ma kawałki szutrowe.